# Sarılar (Avanos)
Sarılar ist eine Kleinstadt in der türkischen Provinz Nevşehir nahe dem Fluss Kizilirmak.
Übersetzt bedeutet der Name "Sarılar"  "die Gelben" und wird auf eine Geschichte von 3 blonden Männern zurückgeführt, welche die Siedler im Stadtgebiet gewesen sein sollen.
Ein Großteil der Einwohner ist in verschiedene Regionen der Türkei ausgewandert, aber auch in andere Länder, vor allem nach Deutschland, besonders in die Region um Frankfurt und Offenbach.